# Elpenor
Elpenor var den yngste i Odysseus' mandskab og beskrives i Odysseen som værende hverken kløgtig eller synderligt dygtig og tapper i kamp. Han døde ved opholdet hos troldkvinden Kirke, da han faldt ned fra et tag, hvor han havde lagt sig for at drikke vin.